# Glomeremus orchidophilus
Glomeremus orchidophilus  (лат.) — вид прямокрылых насекомых семейства Gryllacrididae, единственный среди прямокрылых вид-опылитель цветковых растений. Также является единственным опылителем исчезающего вида орхидей Angraecum cadetii. В популярных СМИ встречается ошибочное написание названия вида (G. orchidopilus). Обнаружение Glomeremus orchidophilus признано одним из самых ярких открытий новых организмов 2010 года по мнению Международного института по исследованию видов (англ. International Institute for Species Exploration, IISE) при Университете штата Аризона и вошёл в The Top 10 New Species.

## Распространение
Реюньон (Маскаренские острова, Индийский океан).